# Acordul de comerț liber între Uniunea Europeană și Canada
Acordul economic și comercial cuprinzător (în engleză Comprehensive Economic and Trade Agreement, CETA ) este un acord de liber schimb între Canada și Uniunea Europeană.
Dacă va fi adoptat, acordul va elimina 98% din tarifele comerciale între Canada și UE. Conform unui studiu al comisiei de impact și durabilitate (SIA), economia Uniunii Europene ar creste cu 0.02–0.03% pe termen lung datorita acordului CETA, în timp ce economia Canadei ar creste cu 0.18–0.36%. Criticii care se opun tratatului susțin că acesta va slăbi drepturile consumatorilor, din perspectiva siguranței alimentare, și că tarifele sunt deja neglijabile. Negocierile s-au încheiat în luna August 2014, urmând ca acordul să fie aprobat de către Consiliul Uniunii Europene, Parlamentul European și toate statele membre ale UE.

## Relațiile economice dintre UE și Canada
Canada și UE au o lungă istorie de cooperare economică. Cuprinzând 28 de state membre, cu o populație totală de peste 500 de milioane și un PIB de 13.0 trilioane de euro în 2012, Uniunea Europeană (UE) este cea mai mare piață unică, investitor și comerciant din lume. UE reprezintă pentru Canada al doilea cel mai mare partener comercial în bunuri și servicii. În 2008, exporturile de bunuri și servicii din Canada către UE au însumat 52,2 miliarde de dolari canadieni, având o creștere de 3,9% față de 2007, iar UE a exportat către Canada bunuri in valoare de 62,4 miliarde de euro.

## Legături externe
- UE și Canada au convenit data de la care va intra în vigoare Acordul de liber schimb, 8 iulie 2017, mediafax.ro